# 脾動脈
脾動脈（ひどうみゃく、英語: splenic artery or lienal artery）は、酸素が加えられた血液を脾臓に供給する血管である。腹腔動脈から分岐し、膵臓の上を通る。脾臓への曲がりくねった経路で知られている。

## 構造
脾動脈は脾臓にたどり着く前に胃と膵臓に分岐する。
| 分枝         | 説明                                           |
| 膵臓への分枝 | 大膵動脈及び後膵動脈含む膵臓に供給する複数の枝 |
| 短胃動脈     | 胃の大彎の上部及び胃底                         |
| 左胃大網動脈 | 胃の大彎の中部                                 |
| 後胃動脈     | 胃の後部、脾動脈よりも上部の胃の領域           |

脾動脈の分枝は胃の大彎の下部までには達していないことに注意。代わりにその領域は胃十二指腸動脈の分枝である右胃大網動脈により供給される。その点で2つの胃大網動脈が互いに吻合する。

### 関係
脾動脈は脾腎ひだの層の間を通る。脾動脈は、経路に沿って同様の名前を持つ脾静脈を伴い、脾静脈は肝門脈に流れ込む。

## 臨床的意義
脾動脈瘤はまれであるが、腹大動脈、腸骨動脈の動脈瘤に続き3番目に多い。妊娠第三期の妊婦に発生する可能性があり、破裂すると50%を超える妊産婦死亡率と70-90%の胎児死亡率をもたらす。危険因子には喫煙と高血圧が含まれる。手術のリスクが高い患者を扱うときには経皮的血管内治療が検討されることがある。

## イメージ

3DレンダリングしたCT画像。右上に脾動脈が見られる。
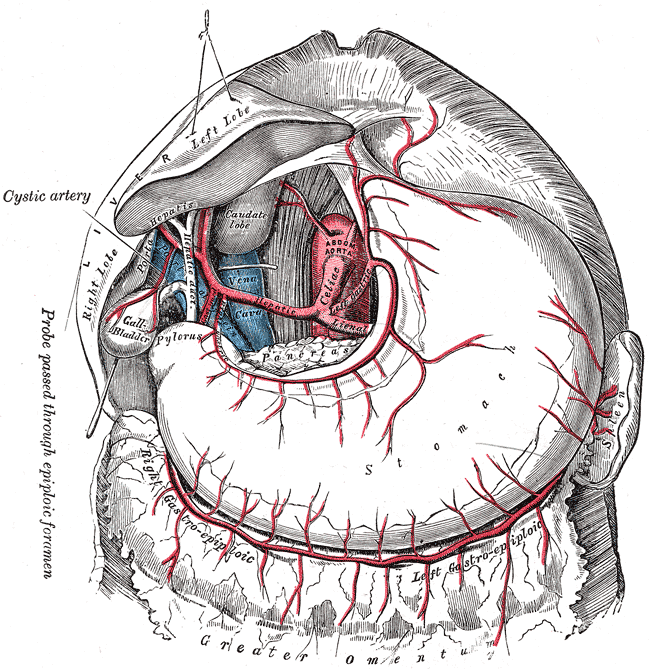
腹腔動脈とその分枝
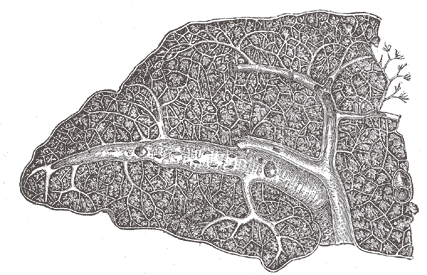
脾臓の横断面。脾動脈とその分枝の分布が見られる。
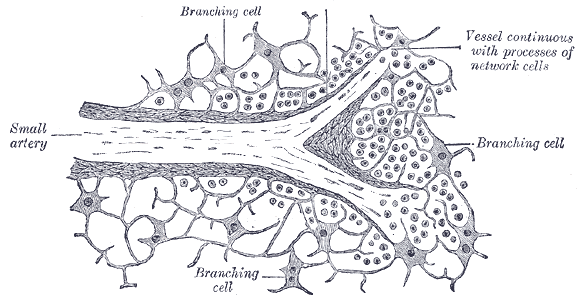
脾臓の切片。細い血管の終端を示す。
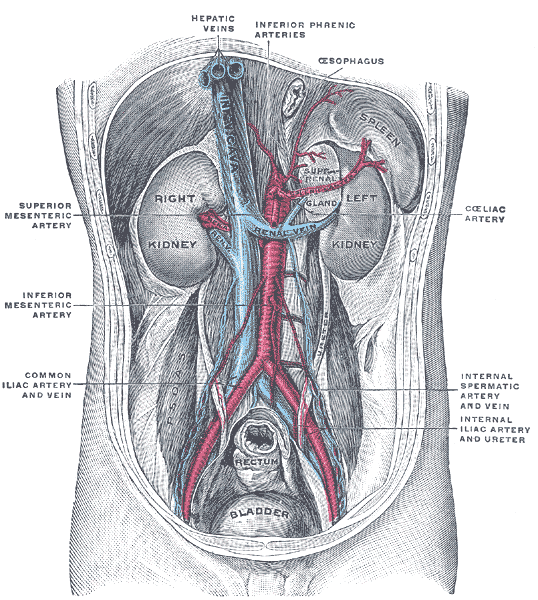
腹膜を除去した時の後腹壁。腎臓、腎上体、大血管を示す。
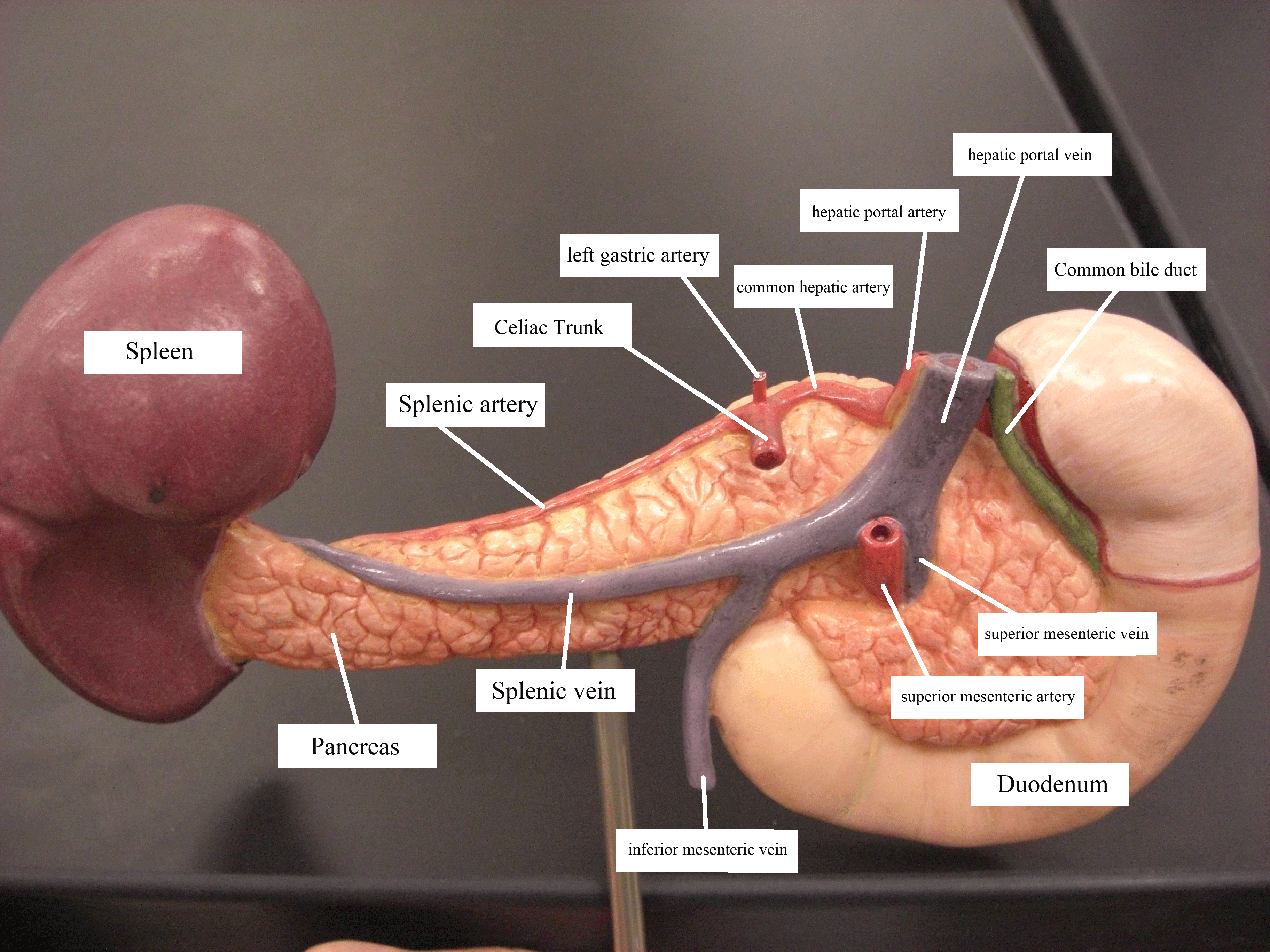
膵臓と脾臓周りの動脈と静脈